# Czesław Sowa
Czesław Sowa ps. „Sajko” (ur. 1 stycznia 1922 w Kunowie, zm. 1 września 2010 w Stargardzie) – podporucznik Wojska Polskiego, żołnierz Armii Krajowej, a następnie Zrzeszenia Wolność i Niezawisłość (WIN), podkomendny Hieronima Dekutowskiego ps. „Zapora” oraz Zdzisława Brońskiego ps. „Uskok”.

## Życiorys

### Dzieciństwo i młodość
Czesław Sowa urodził się 1 stycznia 1922 r. w Kunowie koło Firleja (pow. Lubartowski). Był synem Feliksa i Feliksy Sowów, z którymi to Czesław prowadził gospodarstwo rolne. Do wybuchu II wojny światowej udało mu się ukończyć 4 klasy szkoły powszechnej.

### Działalność konspiracyjna
Swoją działalność konspiracyjną w Armii Krajowej rozpoczął w maju 1942 roku. Jednak została ona szybko przerwana, ponieważ już w lipcu 1942 roku Czesław został powołany przez Niemców na roboty przymusowe do obozu w Miniakowicach pod Lublinem. Celem robót była budowa torów kolejowych na linii Trawniki-Rejowiec. Po dwóch tygodniach pracy udało mu się uciec i wrócić do rodzinnej miejscowości, gdzie zaczyna się ukrywać. W obawie przed represjami władz nazistowskich przenosi się do Nowej Wólki koło Kijan, gdzie mieszkał jego starszy brat. To właśnie dzięki niemu Czesław nawiązał kontakt z Zdzisławem Brońskim ps. „Uskok” formującym oddział. Do oddziału w maju 1944 roku wprowadził go Zygmunt Libera ps. „Babinicz” pełniący funkcję zastępcy Brońskiego. Według Ireneusza Cabana oddział „Uskoka” – VI pluton 8 pułku piechoty Armii Krajowej powstał na mocy rozkazu Lubelskiego inspektora AK 16 maja 1944 roku. Liczył ok. 40 żołnierzy, natomiast w przeddzień akcji „Burza” skład oddziału wynosił ok. 60 żołnierzy.
„Sajko” w oddziale Zdzisława Brońskiego wziął udział w zasadzce na niemiecką kolumnę w rejonie drogi Lubartów-Czemiernik na przełomie maja i czerwca 1944 roku. Następnie w ramach akcji „Burza” pod koniec lipca 1944 roku wraz z oddziałem „Uskoka”, wziął udział w szeregu potyczek z Niemcami. Między innymi w rejonie Ludwina, gdzie partyzanci zabili jednego żołnierza Wehrmachtu, dwóch ranili i 7 wzięli do niewoli.

### Walka w podziemiu antykomunistycznym
Rozkazem inspektora obwodu AK Lubartów kpt. Romana Jeziora ps. „Jung” oddział Brońskiego został rozwiązany. „Sajko” i inni partyzanci wrócili do rodzinnych gospodarstw. NKWD oraz Urząd Bezpieczeństwa Publicznego rozpoczęły aresztowania byłych członków Armii Krajowej. W sierpniu 1944 roku Czesław Sowa dostał nakaz stawienia się Rejonowej Komendzie Uzupełnień w celu przyłączenia go do formującej się II Armii Ludowego Wojska Polskiego. Czesław nie stawił się do wojska i ponownie zaczął się ukrywać. Ponownie również nawiązał kontakt z „Uskokiem” i „Babiniczem”, współtworząc tym zalążek przyszłego oddziału.

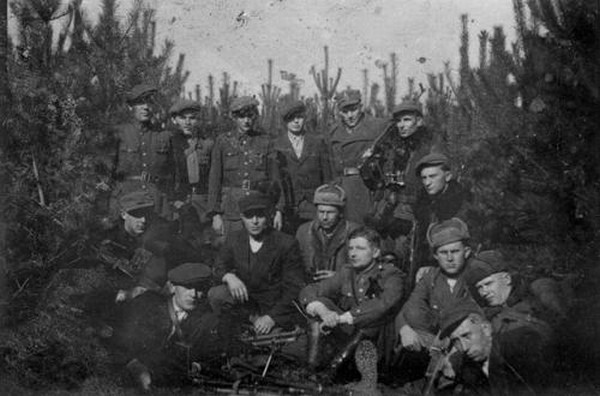
Oddział „Uskoka” 1946 r. Czesław Sowa stoi pierwszy od lewej

W obliczu zbliżającej się zimy i spodziewanych trudności funkcjonowania oddziału w zimowych warunkach, Broński podjął decyzję o rozpuszczeniu oddziału do domów. Na przełomie listopada i grudnia Czesław wykorzystując znajomości swojej matki z sekretarzem komórki PPR w Firleju postanowił się ujawnić. Zgodnie z ustaleniami Czesław po dobrowolnym zgłoszeniu się do Rejonowej Komendy Uzupełnień (RKU) w Lublinie, zamiast do więzienia miał trafić do Ludowego Wojska Polskiego. Najpierw trafił na Majdanek, a na początku 1945 roku dostał przydział do 8 zapasowego pułku piechoty w Rzeszowie. 30 kwietnia 1945 roku „Sajko zdezerterował z LWP i wrócił do Lublina, a następnie w rejon Radzica, gdzie w maju 1945 roku na stałe dołączył do oddziału „Uskoka". Od tego momentu „Sajko” był uczestnikiem większości akcji oddziału „Uskoka” będąc blisko dowódcy. Był świadkiem licznych prób negocjacji Urzędu Bezpieczeństwa ze Zdzisławem Brońskim o jego ujawnienie się podczas amnestii w 1945 roku. Pierwszy kontakt z „Uskokiem" nawiązał kapitan Dąbrowski przychylnie nastawiony do Brońskiego, wskazał nawet konfidenta w oddziale „Uskoka”. Jednak mimo kilkunastu spotkań nie udało się finalnie dojść do porozumienia. Następne próby przekonania Brońskiego do amnestii również zakończyły się fiaskiem. Postawa Zdzisława Brońskiego wzmogła działalność komunistów w terenie, o czym na własnej skórze przekonał się Czesław Sowa „Sajko” na przełomie listopada i grudnia 1945 roku, kiedy to wraz ze Stanisławem Ciołkiem „Lwem", Franciszkiem Kasperkiem „Hardym" oraz „Orłem" spod Lwowa nocowali w gospodarstwie Zwolińskich w Zawieprzycach. W nocy żołnierze KBW przeprowadzili nieudaną obławę na partyzantów.

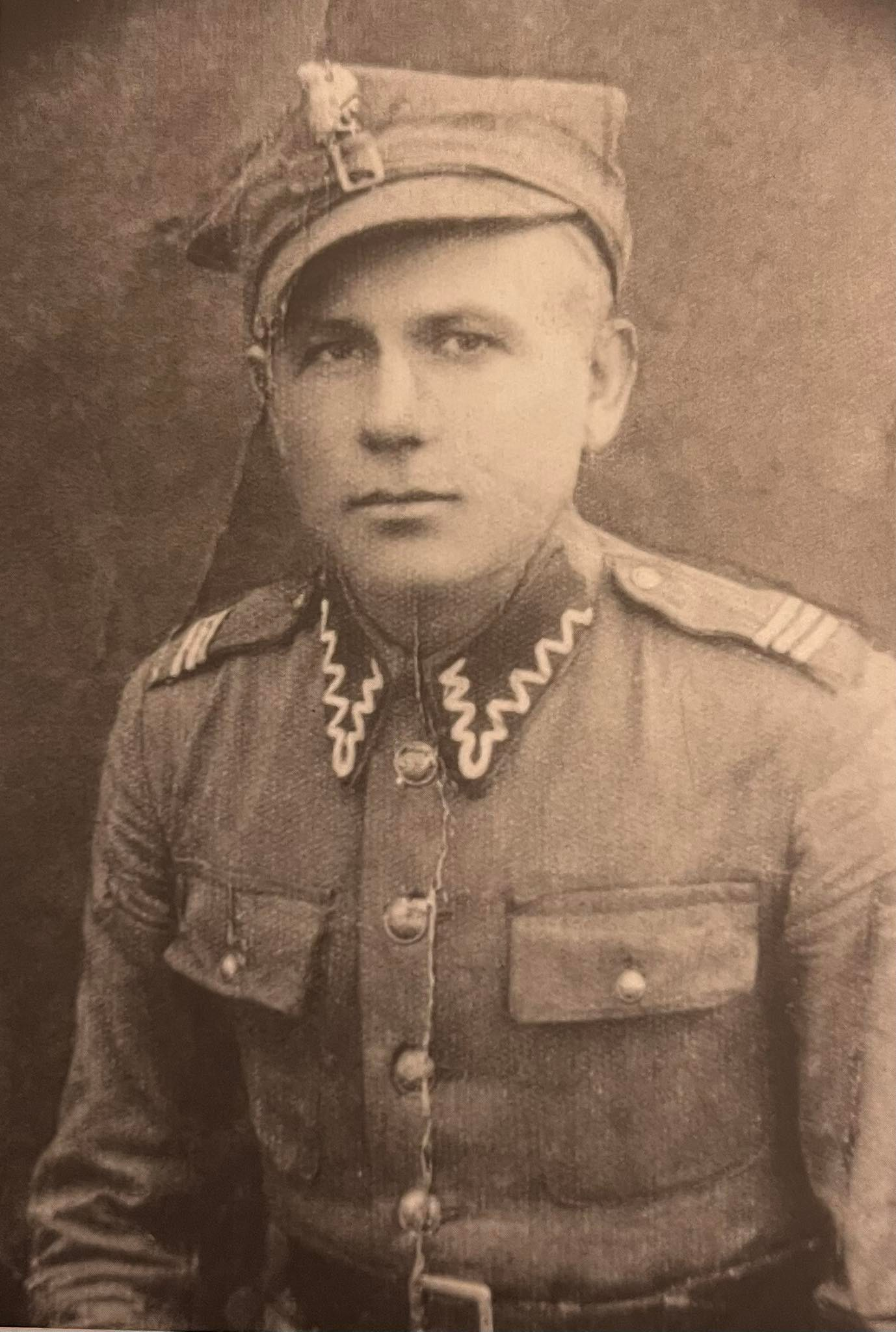
Czesław Sowa, podczas służby w LWP

W lipcu 1946 roku Czesław Sowa wziął udział w odprawie oddziałów „Uskoka”, Hieronima Dekutowskiego „Zapory” oraz Stanisława Łusiaka „Rysia”. Oddział „Uskoka” kwaterował w Kolonii Zezulin, gdzie zjechały się pozostałe oddziały. Po naradach w nocy z 2 na 3 lipca 1946 roku oddział „Rysia” spotkał się z obławą KBW, podczas której zginął jeden z jego żołnierzy. Po wyrwaniu się z obławy żołnierzy „Rysia”, komuniści ruszyli w kierunku lasu Kijańskiego, gdzie stacjonowali pozostali partyzanci. W walce poległ Stanisław Ciołek „Lew” od „Uskoka” oraz Zbigniew Sochacki „Zbyszek”, adiutant majora „Zapory”.
Zdzisław Broński niezrażony porażką, postanowił przeprowadzić akcje rozbicia siedziby UB w Lubartowie. W celu zdobycia pojazdów została urządzona zasadzka w lesie na trasie Niemce – Łucka. Zdobyto jeden samochód, następnie nadjechały jednak dwa pojazdy opancerzone z żołnierzami polskimi i sowieckimi. Wywiązała się strzelanina, w trakcie której po obu stronach kilka osób zostało rannych. Żołnierzom „Uskoka” udało się uszkodzić samochód opancerzony, jednak finalnie akcja się nie udała. Oddział Brońskiego wycofał się w Lasy Kozłowieckie i zaniechał planu ataku na Lubartów.

### Aresztowanie
W nocy 28 stycznia 1947 roku „Sajko” przebywał wraz z Mieczysławem Zwolińskim „Jeleniem" w zaprzyjaźnionym gospodarstwie w Kolonii Zezulin. Zostali tam zaatakowani przez siły bezpieczeństwa. Aby nie narażać cywilów, nie odpowiedzieli ogniem na strzały. „Sajko” został postrzelony dwukrotnie w stopę, a „Jeleń” w klatkę piersiową. Gospodarstwo zostało obrzucone granatami i podpalone.
Zaraz po aresztowaniu komuniści przesłuchiwali Czesława Sowę, chcąc jak najszybciej dowiedzieć się, gdzie ukrywa się „Uskok”. Jeszcze na terenie Kolonii Zezulin został brutalnie pobity i był zastraszany. Po jego nieugiętym zachowaniu, został przewieziony do Lubelskiego Urzędu Bezpieczeństwa w Lublinie przy ulicy Krótkiej. Funkcjonariusze stosowali wobec niego liczne tortury psychiczne i fizyczne. Z jego relacji wynika, że nie był wyłącznie bity, pozbawiono go możliwości snu i opieki zdrowotnej (rana postrzałowa ropiała coraz bardziej i wymagała pomocy medycznej), ponadto przez kilka dni nie dawano mu jedzenia i picia. Po licznych przesłuchaniach „Sajko” został przetransportowany na Zamek Lubelski. Z powodu fatalnego stanu zdrowia trafił na salę szpitalną, po wyleczeniu został przeniesiony do sali ogólnej.
W maju 1947 roku na mocy wyroku Wojskowego Sądu Rejonowego w Lublinie Czesław Sowa ps. „Sajko” został skazany na 7 lat pozbawienia wolności. Początkowo wyrok odbywał na Zamku Lubelskim, od września 1947 roku we Wronkach. W 1951 roku przeniesiono go do więzienia w Potulicach, a później umieszczono go w przymusowym zakładzie pracy w kamieniołomie w Strzelcach Opolskich.
„Sajko” mury więzienia opuścił 27 czerwca 1953 roku i wyjechał do Szczecina. Zmarł 1 września 2010 roku w Stargardzie.

## Ordery i odznaczenia
- Krzyż Więźnia Politycznego Okresu Stalinowskiego (ZWPOS)
- Krzyż Armii Krajowej
- Krzyż Walki o Niepodległość z mieczami
- Order Męczeństwa i Zwycięstwa dla Represjonowanych od 1939 do 1989 r. za Polskę Wolną i Sprawiedliwą (OZWWoPWiS)